# 菲利普斯堡 (巴登-符腾堡州)
菲利普斯堡（德語：Philippsburg，發音：[ˈfɪlɪpsbʊʁk] ⓘ）是德国巴登-符腾堡州卡尔斯鲁厄行政区卡尔斯鲁厄县的城市，面积50.54平方千米，2023年12月31日人口为13,910人。